# あるぜんちな丸
あるぜんちな丸（あるぜんちなまる、Argentina Maru）は、かつて大阪商船および商船三井客船（日本移住船）が所有し運航していた貨客船。大阪商船所属の初代は、あるぜんちな丸級貨客船のネームシップとして西回り南米航路に就航して移民輸送に活躍するも、太平洋戦争中に特設運送船を経て空母に改装され、空母「海鷹」となった。第二次世界大戦後に就航した大阪商船および商船三井客船（日本移住船）所属の二代目も、南米への移民輸送に活躍した。
なお、初代の説明のうち建造の背景や技術的な面などの説明についてはあるぜんちな丸級貨客船の項に譲り、本項では基本的には説明しない。

## あるぜんちな丸・初代

### 概要
初代「あるぜんちな丸」は三菱長崎造船所で1938年（昭和13年）2月5日に起工し12月9日に進水、1939年（昭和14年）5月31日に竣工した。。
日本において1万トン超の貨客船が建造され竣工するのは、1930年（昭和5年）11月24日竣工の「平安丸」（日本郵船、11,616トン）以来約8年半ぶりであった。6月11日に神戸港に回航されて調度品の積み込みを行い6月17日に芝浦に回航されて23日までお披露目が行われ、7月3日から6日までは神戸港でもお披露目が行われた。芝浦と神戸でのお披露目の来賓には高松宮宣仁親王や北白川宮永久王といった皇族、近衛文麿、荒木貞夫、平賀譲など軍民の名士をはじめ、学生などおよそ10万名が招待され見学した。大阪商船社長の村田省蔵はこのときのスピーチで、「戦時において役立つ船であることが、本船の果たすべき第一の使命、そして、第二が外国貿易の担い手としての役目、第三が貿易外収入の稼ぎ手としての役割」と述べた。大阪商船出身の海事史家である野間恒は、村田のスピーチの本音は逆であっただろうとするが、「社長が公然と期待したとおりの順序で活躍することになる」。
「あるぜんちな丸」の装飾設計は、一等喫煙室は松田軍平、一等ラウンジは中村順平、一等食堂および小食堂は村野藤吾がそれぞれ担当し、その他は髙島屋と三菱長崎造船所が担当した。特別室はそれぞれ「富士の間」、「桜の間」、「武士の間」と名付けられ、「富士の間」には総蒔絵の壁画、「桜の間」には壁面にサクラの象嵌が施され、「武士の間」の壁面は鍔と轡の象嵌模様で飾られた。体育室にはあん馬やバーベルが用意され、一等ベランダに置かれた椅子にはパイプ椅子が採用された。「国策豪華船」とも呼ばれた豪華さを誇ったが、エントランスと喫煙室の間に幅の広い階段を設置したことのみは、振動が激しかったため成功とは言えず、後刻補強工事が行われることとなった。航海中の一等船客向けの催し物もいろいろ用意され、アメリカ貨客船「ウルグアイ」（20,183トン）のプログラムを参考にした以下の出し物があった。
- 出帆と同時にカクテル・パーティ
- 夜は映画、ダンス、芝居を二日おきに催す
- ガーデン・パーティと称して、甲板上ですき焼き、寿司、ビフテキ、バーの店を出す
- パナマ運河通過時にはプロムナード・デッキにテーブルを出して食事をする
- プールに魚を入れ、魚釣り大会をする

この他、日本発着の海外貨客船に料理人を実習のため乗り組ませたり、キャビンボーイに美少年を選りすぐって採用するなど、本来の主客である移民以上に外国人観光客を呼び込むためのサービスを充実させた。

### 就役
昭和14年7月11日15時、「あるぜんちな丸」は横浜港を出港して処女航海の途に就く。ところが、この処女航海からして「あるぜんちな丸」の前途は祝福されたものとは言えなかった。8月10日午前にケープタウン沖に到着して入港許可を待ったがすぐに出ず、防波堤の外で大洋のうねりにさらされながら待機させられた。クリストバル寄港時には、現地の港湾労働者が対日感情の悪化で荷役作業をボイコットし、乗組員自らが荷役を行う羽目となった。しかし、この航海中最大の事件は9月のナチス・ドイツのポーランド侵攻による第二次世界大戦勃発であった。勃発当時、「あるぜんちな丸」はブエノスアイレスに停泊中であったが、ただちに船腹に日の丸を描き入れて中立を明らかにし、緊急避難やルート変更の可能性もはらみつつブエノスアイレスを出港。パナマ運河通過時には拿捕された場合に備えて乗組員はもとより実習生にもピストルを持たせ、非常手段として運河を破壊突破する方法すら検討された。これらマイナスな出来事は、当時の日本の新聞では伝えられず、代わりに伝えられたのはアルゼンチンのロベルト・マリア・オルティス大統領およびウルグアイのアルフレド・バルドミール大統領らに村田からの親善人形が贈られたこと、南アメリカ各地でもお披露目が行われ歓迎されたこと、「あるぜんちな丸」に乗船していたテノール歌手藤原義江が、「（寄港先の）ブエノスアイレスでもロサンゼルスでも、世界一周飛行の「ニッポン」を讃えていた」と語ったことなどであった。なお、最初の航海日程は以下のとおりであった。
| 寄港地           | 発着日                      |
| ---------------- | --------------------------- |
| 横浜             | 1939年7月11日15時発         |
| 四日市           | 7月12日午前着 7月12日午後発 |
| 神戸             | 7月13日午前着 7月15日16時発 |
| 香港             | 7月19日午前着 7月19日16時発 |
| シンガポール     | 7月23日午前着 7月24日14時発 |
| コロンボ         | 7月28日午前着 7月29日10時発 |
| ダーバン         | 8月7日午前着 8月7日午後発   |
| ケープタウン     | 8月10日午前着 8月11日11時発 |
| リオデジャネイロ | 8月19日午前着 8月20日午後発 |
| サントス         | 8月21日午前着 8月23日午後発 |
| モンテビデオ     | 8月26日午前着 8月26日午後発 |
| ブエノスアイレス | 8月27日午前着 9月3日15時発  |
| サントス         | 9月6日午前着 9月8日17時発   |
| リオデジャネイロ | 9月9日午前着 9月10日17時発  |
| ベレン           | 9月16日午前着 9月17日15時発 |
| クリストバル     | 9月23日午前着 9月23日午後発 |
| バルボア         | 9月23日午後着 9月24日正午発 |
| ロサンゼルス     | 10月1日午前着 10月3日15時発 |
| 横浜             | 10月17日午前着              |

このように最初の航海において、36日と3か月で世界一周を行った「あるぜんちな丸」ではあったが、世界情勢の緊迫化によって1940年（昭和15年）7月に4航海目の世界一周を終えた時点で西回り南米航路は閉じられ、「あるぜんちな丸」は11月以降は大阪大連線（大連航路）に移された。しかし、大連航路での活躍も9か月ほどで終わりを告げた。

### 海軍徴傭
1941年（昭和16年）9月29日、「あるぜんちな丸」は日本海軍に徴傭される。当初は一般徴傭船としてトラック諸島、サイパン島、クェゼリン環礁などへの輸送任務に従事する。1942年（昭和17年）5月1日付で特設運送船となって連合艦隊に付属され、呉海軍工廠で12センチ砲2門と7.7ミリ機銃2基の装備をはじめとする艤装工事を受ける。
呉停泊中、「あるぜんちな丸」に第二連合特別陸戦隊司令官大田実大佐がやってきて、「あるぜんちな丸」が今後投入される作戦についての説明を行った。「あるぜんちな丸」の任務は「ぶら志゛る丸」（大阪商船、12,752トン）とともに呉第五特別陸戦隊を乗船させ、ミッドウェー島まで輸送することであった。呉第五特の主計長門司親徳主計中尉によれば、当時の「あるぜんちな丸」は客船の様相を色濃く残しており、客船時代の乗組員もそのまま乗り込んでいたという。
特別陸戦隊員816名を乗せた「あるぜんちな丸」は、特設巡洋艦「清澄丸」（国際汽船、8,613トン）などとともに5月15日に呉を出撃、5月20日にサイパン島に到着する。設営隊や、一木清直陸軍大佐を指揮官とする一木支隊などを加えてミッドウェー島攻略部隊が編成され、各種訓練をおこなう（ミッドウェー作戦、戦闘序列）。
5月28日、第二水雷戦隊（田中頼三少将、旗艦神通）や第七戦隊（栗田健男中将、最上型重巡洋艦4隻）などの護衛の下にサイパン島を出撃して、一路ミッドウェー島に向かう。しかし、攻略部隊は6月4日になってB-17やPBY カタリナの雷爆撃を受け、その攻撃は「船団中ノ最豪華船ニシテ且比較的後尾ニ占位セル」「あるぜんちな丸」を目標にしたかのようであった。「あるぜんちな丸」は固有の機銃2基に加えて陸戦隊の機銃12基の加勢を得て、航空機を撃退した。ただ、撃退したとはいえ、のちの戦訓所見では「七粍七機銃ハ殆ント其ノ効果ナキガ如シ」と対空火器の貧弱さを指摘し、「是非トモ何等カノ工作ヲ施シテ対空射程四、五千米程度ヲ有スル相当有力ナル火器ヲ成ルベク多数装備セラレンコトヲ望ム」と戦闘詳報は締めくくっている。
翌6月5日、ミッドウェー海戦が生起して南雲機動部隊が壊滅し、作戦が中止になったため攻略部隊も反転せざるを得なかった。6月13日、あるぜんちな丸、ぶらじる丸は、大宮島（グアム）に帰投した。
内地にもどった本船は、今度はアリューシャン列島への輸送任務に従事する。千代田艦長原田覚大佐の指揮下、6月28日、水上機母艦千代田とともにキスカ島への輸送を行うことになった。「あるぜんちな丸」は、第二連合特別陸戦隊（呉五特、横五特）から抽出された増強部隊、火器、弾薬、食料、石炭などを運ぶ。二水戦隷下の第18駆逐隊（不知火、霞、霰）に護衛されて6月28日に横須賀を出航し。
輸送部隊はアメリカ潜水艦ノーチラス (USS Nautilus, SS-168) に狙われたが、魚雷は命中しなかった。7月5日、キスカ港に入港する。この日、キスカ沖合に投錨した第18駆逐隊をアメリカ潜水艦グロウラー (USS Growler, SS-215) が襲撃した。奇襲攻撃により、霰轟沈、不知火と霞は大破航行不能という大損害を受ける。
7月10日、「あるぜんちな丸」は軽巡洋艦阿武隈（同日夜まで）と駆逐艦電（第6駆逐隊）と共に、キスカ湾を出発した。7月15日、2隻（あるぜんちな丸、電）は横須賀に戻った。
8月1日に連合艦隊付属から離れた「あるぜんちな丸」は、昭南（シンガポール）、マカッサル、スラバヤ方面への輸送任務を行う。10月に高雄へ予備学生を輸送したあと、空母改装のため12月10日付で日本海軍に買収された。改装の際、搭載していたディーゼル機関のままでは速力が不足したので陽炎型駆逐艦のタービン機関に換装されることとなり、陸揚げしたディーゼル機関は1基が川崎型油槽船最終船の「久栄丸」（日東汽船、10,171トン）に搭載された。もう1基は10月24日に米潜トリガー (USS Trigger, SS-237) の雷撃により日章丸（昭和タンカー、10,526トン）の機関が大破し復旧不能と判断されたため、代わりの機関として搭載された。空母改装以降については「海鷹」の項目を参照されたい。

### 監督官
- 渡部威 中佐：1942年5月1日[24] - 1942年12月9日[62]

### ギャラリー

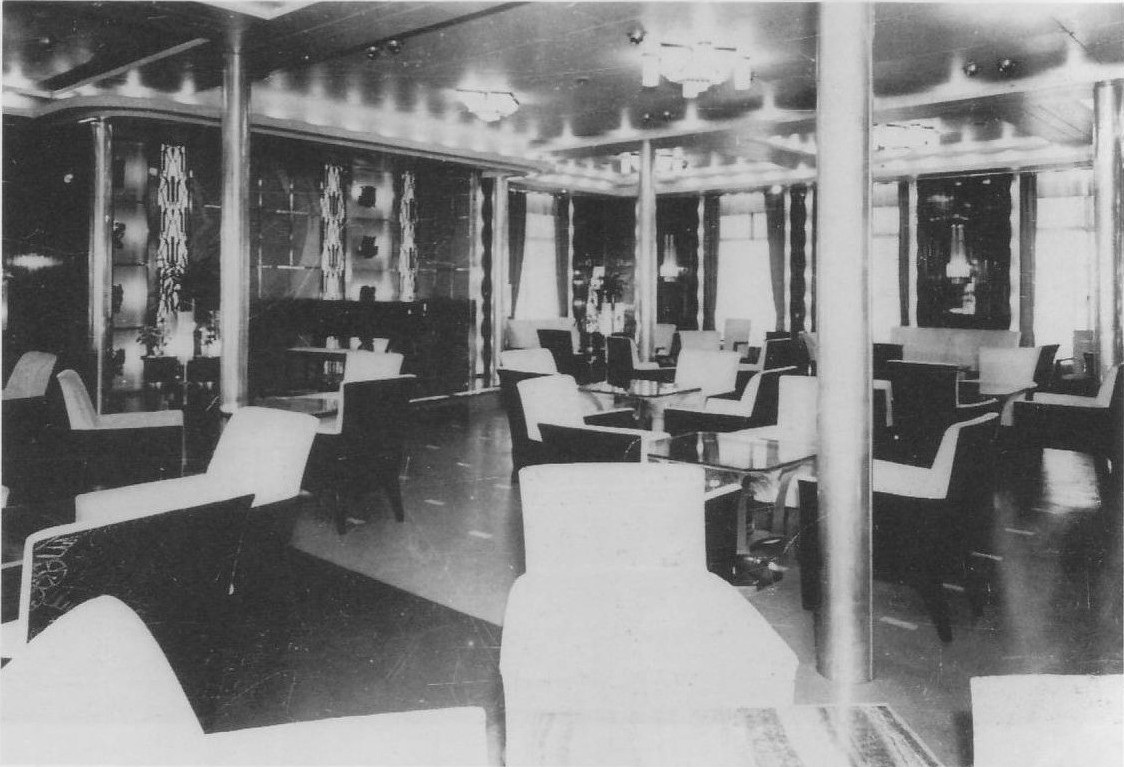
中村順平の装飾設計による一等ラウンジ
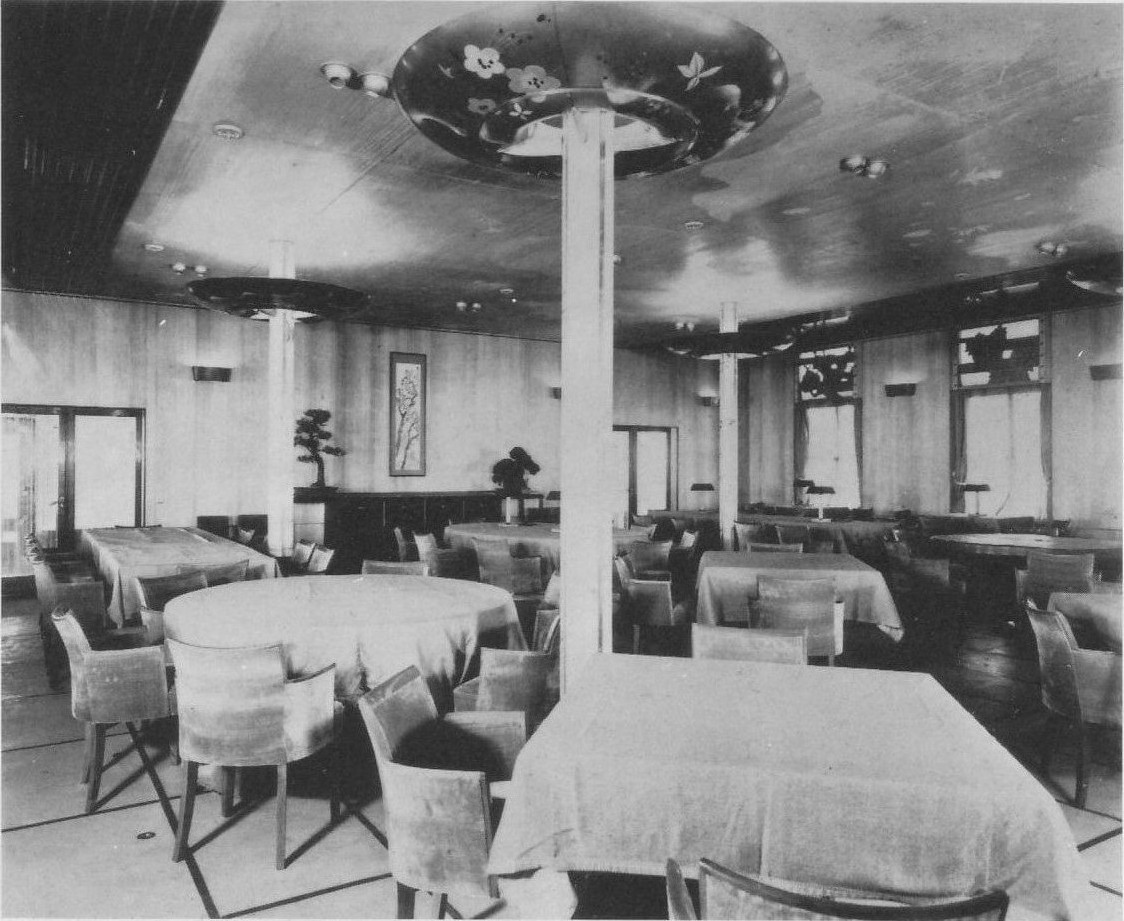
村野藤吾の装飾設計による一等食堂

## あるぜんちな丸・二代

### 概要
第二次世界大戦後の日本の造船業界は1947年（昭和22年）から始まった計画造船の下で再建が進み、一方の海運業界もGHQの許可という制限がありながらも、徐々にではあるが外航航路が復活していった。1952年（昭和27年）4月28日のサンフランシスコ講和条約発効後、大阪商船は南米航路貨客船の復活を策して第8次計画造船で「さんとす丸（二代）」（8,280トン）を建造。しかし、キャパシティ面では本格的な貨客船とは言えず、1954年（昭和29年）の第9次後期計画造船で「ぶらじる丸」（10,100トン）を建造して本格的な移住貨客船隊の復活とした。この二代目「ぶらじる丸」の姉妹船として計画されたのが、同じく二代目の「あるぜんちな丸」である。
二代目「あるぜんちな丸」は1957年（昭和32年）10月11日に三菱神戸造船所で起工し1958年（昭和33年）2月8日に進水、4月30日に竣工した。「ぶらじる丸」の姉妹船として計画されたが、要目の面では大きく変更された面がある。最大の変更は機関で、「ぶらじる丸」までのディーゼル機関ではなくタービン機関を採用したことである。音戸丸級貨客船以来、大阪商船は一部の例外を除いて経済性に勝るディーゼル機関を積極的に採用していた。「あるぜんちな丸」は大連航路用貨客船に予定していた「筑紫丸」（8,135トン）以来のタービン貨客船であった。煙突は高くなり、外観上の特徴となった。
1958年（昭和33年）5月、「あるぜんちな丸」はドミニカ移民174名、ブラジル移民540名、パラグアイ移民134名およびその他乗客224名を乗せて神戸港を出港し、処女航海の途に就く。就航から半年後の1958年11月からはホノルルへの寄港を開始し、当時の皇太子や高松宮夫妻（1958年5月10日乗船）、島津貴子（1960年（昭和35年）7月30日乗船）といったVIPの乗船もあった。しかし、大阪商船の花形航路の一つでもあった南米航路は、「あるぜんちな丸」就航の翌1959年（昭和34年）以降は、日本において高度経済成長期（第一次）に差し掛かったことや受入国側の状況の変化と、それにともなう移民の数の減少などで衰退の一途をたどる。それに加え、運航コストのかかるタービン機関を搭載し、第二次中東戦争によって船価が「ぶらじる丸」建造時より3割も高騰していた時期に建造された「あるぜんちな丸」の存在そのものが衰退に追い打ちをかける形となった。高額の諸経費支出があったにもかかわらず運賃引き上げが実現できず、1959年以降は「移住船運航費補助金交付要綱」と貨物部門の好調によって辛うじて航路が維持されていたが、折からの海運集約との関係もあって運輸省から移住船部門を切り離して新会社を設立するよう催促される。
このような経緯から1963年（昭和38年）に日本移住船（現：商船三井客船）が設立され、「あるぜんちな丸」を含む5隻の移住船は新会社に移籍した上で、大阪商船の裸用船として南米航路に就航し続けた。ところが、1964年（昭和39年）の東京オリンピックを過ぎると移民の退潮は一層大きくなって年間1,000名を下回るようになり、「あるぜんちな丸」の船客定員は1965年（昭和40年）以降半減され、航海回数も年3回と削減された。運航形態そのものもクルーズ客船のはしりのような感じとなって移民から大きく離れていくこととなったが依然として収入は上がらず、親会社の大阪商船三井船舶に用船に出されて船客スペースのみを商船三井客船が販売するという有様であった。1972年（昭和47年）、「あるぜんちな丸」は「にっぽん丸（初代）」と改名して引き続きクルーズ客船として運航され、1976年（昭和51年）12月10日に売却されて台湾に回航され、高雄で解体された。